# Mike Nolan
Mike Nolan, född 7 mars 1959, är en amerikansk fotbollscoach och defensiv koordinator för NFL-laget Dallas Cowboys. Nolan är tidigare huvudtränare för San Francisco 49ers och tidigare defensiv koordinator för Baltimore Ravens, New York Jets, Washington Redskins, New York Giants, Denver Broncos, Miami Dolphins och Atlanta Falcons.